# كأس بلغاريا 1975–76
كأس بلغاريا 1975–76 هو موسم من كأس بلغاريا. أشرف على تنظيمه اتحاد بلغاريا لكرة القدم، وفاز فيه ليفسكي صوفيا.